# Haulani (cratère)
Haulani est un cratère de 34 km de diamètre situé sur Cérès et nommé d'après Hau-lani, une déesse hawaïenne,. Certaines des taches claires de Cérès y sont présentes.